# Clade Andira
Clade
Le clade Andira est un clade de plantes à fleurs de la famille des Fabaceae, de la sous-famille des Faboideae et du clade des Meso-Papilionoideae.
Il comprend trois genres:
- Andira Lam.
- Hymenolobium Benth.
- Aldina Endl.

## Publication originale
- (en) Cardoso D, de Queiroz LP, Pennington RT, de Lima HC, Fonty É, Wojciechowski MF, Lavin M (2012). "Revisiting the phylogeny of papilionoid legumes: new insights from comprehensively sampled early-branching lineages". Am J Bot. 99 (12): 1991–2013. DOI 10.3732/ajb.1200380, PMID 23221500.